# 144 î.Hr.

## Evenimente
- Este construit apeductul Aqua Marcia din Roma.
- Parțienii cuceresc Babilonia.

## Decese
- dată necunoscută: Aristarh din Samotrace filolog din Grecia antică (n. 217 î.Hr.)